# Kwartier (woning)
Een kwartier is een deel van een - doorgaans - herenwoning waarvan een zelfstandige wooneenheid is gemaakt. De benaming werd vooral na de Tweede Wereldoorlog gebruikt in Vlaanderen en is nu in onbruik geraakt. Niet zozeer omdat ze niet meer voorkomen maar omdat er een pejoratieve betekenis aan kleeft.
De Vlaamse herenhuizen telden doorgaans boven het gelijkvloers twee verdiepingen en een zolderverdieping. Met een gevelbreedte van minimaal vier maar doorgaans zes meter en een diepte van twaalf tot zestien meter volstond elke verdieping om er een aparte wooneenheid van te maken, mits aanpassing van de keuken en het sanitair. Vooral in de twee decennia voor en na de Tweede Wereldoorlog was er een grote vraag naar deze immigratie-woningen. Vader kwam en huurde een kwartier, vond werk en liet na verloop van tijd zijn familie overkomen, spaarde voldoende en trok zodra het kon naar een ruimere flat of woning.
De kwartieren bestonden uit doorgaans twee tot drie 'dooreenlopende plaatsen' (niet volledig afgesloten kamers), een keuken en minimaal sanitair. Privacy vergde gordijnen en discretie.